# Liste der denkmalgeschützten Objekte in Raabs an der Thaya
Die Liste der denkmalgeschützten Objekte in Raabs an der Thaya enthält die 54 denkmalgeschützten, unbeweglichen Objekte der Gemeinde Raabs an der Thaya.

## Denkmäler
| Foto |                 | Denkmal                                                                                  | Standort                                                              | Beschreibung | Metadaten |
| ---- | --------------- | ---------------------------------------------------------------------------------------- | --------------------------------------------------------------------- | --- | --- |
| ja   | Datei hochladen | Ortskapelle Alberndorf HERIS-ID: 20958 Objekt-ID: 17268                                  | Alberndorf 16, neben Standort KG: Alberndorf                          | Die Alberndorfer Ortskapelle ist ein schlichter Bau aus der ersten Hälfte des 19. Jahrhunderts, mit Halbkreisapsis und Giebelreiter unter hohem Pyramidendach. Der flach gedeckte Innenraum mit Apsiswölbung und Ziegelplattenboden hat auf der Westseite zwei mächtige Pfeilerarkaden aufzuweisen. Zur Ausstattung gehören ein Säulenaltärchen mit einem Bild der Marienkrönung, bezeichnet mit 1845 F. M. (Franz Mayerhofer), ein Votivbild des heiligen Florians und ein nachbarockes Gestühl. | BDA-Hist.: Q37857216 Status: § 2a Stand der BDA-Liste: 2025-06-30 Name: Ortskapelle Alberndorf GstNr.: 42                                                                                                  |
| ja   | Datei hochladen | Straßenstück der Landesstraße 8065 HERIS-ID: 26134 Objekt-ID: 22596                      | Standort KG: Alberndorf                                               | Anmerkung: Die geschützten Teile der Landesstraße 8065 erstrecken sich über die Katastralgemeinden Alberndorf, Raabs an der Thaya und Speisendorf. Entlang der Landesstraße erstreckt sich eine Lindenallee, die in den drei Katastralgemeinden auch als Naturdenkmal geschützt ist. | BDA-Hist.: Q37899615 Status: Bescheid Stand der BDA-Liste: 2025-06-30 Name: Straßenstück der Landesstraße 8065 GstNr.: 646/1, 646/2 Landesstraße L8065                                                     |
| ja   | Datei hochladen | Ehem. Herrenhaus HERIS-ID: 11092 Objekt-ID: 7161                                         | Eibenstein 10 Standort KG: Eibenstein                                 | | BDA-Hist.: Q38089205 Status: Bescheid Stand der BDA-Liste: 2025-06-30 Name: Ehem. Herrenhaus GstNr.: 44/2                                                                                                  |
| ja   | Datei hochladen | Kath. Pfarrkirche hl. Ägyd HERIS-ID: 20959 Objekt-ID: 17269                              | Eibenstein 1, gegenüber Standort KG: Eibenstein                       | Eine Kirche in Eibenstein ist seit 1153 urkundlich belegt. Die heutige Pfarrkirche ist dem heiligen Ägyd geweiht. | BDA-Hist.: Q1800468 Status: § 2a Stand der BDA-Liste: 2025-06-30 Name: Kath. Pfarrkirche hl. Ägyd GstNr.: 1 Pfarrkirche Eibenstein                                                                         |
| ja   | Datei hochladen | Pfarrhof HERIS-ID: 20960 Objekt-ID: 17270                                                | Eibenstein 1 Standort KG: Eibenstein                                  | Der Pfarrhof von Eibenstein liegt westlich unterhalb der Kirche. Er wurde 1730 erbaut und 1859 durch einen Brand beschädigt. Innerhalb der Vierflügelanlage mit Segmentbogentor in Ädikularahmung ist eine mit 1730 bezeichnete Holzbalkendecke erhalten. | BDA-Hist.: Q37857279 Status: § 2a Stand der BDA-Liste: 2025-06-30 Name: Pfarrhof GstNr.: 1 Pfarrhof (Eibenstein, ObjektID: 17270)                                                                          |
| ja   | Datei hochladen | Kath. Pfarrkirche hl. Laurenz HERIS-ID: 20961 Objekt-ID: 17272                           | neben Kirchengasse 2 Standort KG: Großau                              | Die Pfarrkirche von Großau ist dem heiligen Laurenz geweiht. Die spätbarocke Saalkirche mit Westturm wurde 1785–1790 nach der Pfarrerhebung von 1784 im Nordosten des Ortes, gegenüber dem Schlosspark erbaut und 1891 renoviert. Das ziegelgedeckte Langhaus und der eingezogene, dreiseitig geschlossene Chor sind durch Putzfaschen, Flachbogenfenster mit Stuckunterfassung und umlaufendes Gebälk einheitlich gegliedert. Die Sakristei- und Oratoriumsanbauten an der Südseite des Chors sind in die Schiffsgliederung einbezogen. Der Fassadenturm im Westen hat einen Glockenhelm zwischen Giebelschrägen, Pilastergliederung und rundbogige Schallfenster über Parapetfeldern. | BDA-Hist.: Q37857297 Status: § 2a Stand der BDA-Liste: 2025-06-30 Name: Kath. Pfarrkirche hl. Laurenz GstNr.: 32/4 Pfarrkirche Großau                                                                      |
| ja   | Datei hochladen | Pfarrhof HERIS-ID: 20962 Objekt-ID: 17273                                                | Kirchengasse 1 Standort KG: Großau                                    | Der zweigeschoßige, faschen- und gesimsgegliederte Bau mit Walmdach wurde zur selben Zeit errichtet wie die Kirche und liegt nordwestlich derselben in der Kirchengasse 1. | BDA-Hist.: Q37857317 Status: § 2a Stand der BDA-Liste: 2025-06-30 Name: Pfarrhof GstNr.: 32/4 |
| ja   | Datei hochladen | Schlossanlage Großau HERIS-ID: 20963 Objekt-ID: 17274                                    | Schlossgasse 1 Standort KG: Großau                                    | Das Schloss im Südosten des Ortes ist eine kleine, vierflügelige Anlage aus der Spätrenaissance. | BDA-Hist.: Q2241305 Status: Bescheid Stand der BDA-Liste: 2025-06-30 Name: Schlossanlage Großau GstNr.: 6/1, 8/2, 7, 775 Schloss Grossau                                                                   |
| ja   | Datei hochladen | Burgruine Kollmitz mit sog. Böhmischer Mauer HERIS-ID: 20968 Objekt-ID: 17279            | Kollmitzgraben 28, in der Nähe Standort KG: Kollmitzdörfl             | Die ursprünglich mittelalterlichen und im Barock an der Ostspitze mächtig ausgebauten Burg zählt zu den bedeutendsten Burganlagen Niederösterreichs. | BDA-Hist.: Q767828 Status: Bescheid Stand der BDA-Liste: 2025-06-30 Name: Burgruine Kollmitz mit sog. Böhmischer Mauer GstNr.: 247, 168, 163/1, 176/2 Burgruine Kollmitz                                   |
| ja   | Datei hochladen | Figurenbildstock hl. Johannes Nepomuk HERIS-ID: 20971 Objekt-ID: 17283 marterl.at: 9407  | Standort KG: Kollmitzdörfl                                            | Die Statue des Heiligen Johannes Nepomuk steht in der Mitte von Kollmitzdörfl und dient gemeinsam mit einem Glockenturm als Kapellenersatz. | BDA-Hist.: Q37857409 Status: § 2a Stand der BDA-Liste: 2025-06-30 Name: Figurenbildstock hl. Johannes Nepomuk GstNr.: 243/1 Statue heiliger Johannes Nepomuk (Kollmitzdörfl, ObjektID: 17283)              |
| ja   | Datei hochladen | Klinger-Mausoleum HERIS-ID: 20969 Objekt-ID: 17281                                       | Standort KG: Kollmitzdörfl                                            | Das Klinger-Mausoleum ist der 1926–1929 erbaute Bestattungsort der Familie Klinger von Klingerstorff. | BDA-Hist.: Q1774540 Status: Bescheid Stand der BDA-Liste: 2025-06-30 Name: Klinger-Mausoleum GstNr.: 176/3 Klinger-Mausoleum                                                                               |
| ja   | Datei hochladen | Ortskapelle hl. Laurenz, ehem. Filialkirche HERIS-ID: 11416 Objekt-ID: 7511              | Liebnitz 22, gegenüber Standort KG: Liebnitz                          | Die Kapelle im Südosten des Ortes ragt an der Kante des steilen Thayatalabhangs auf. Der hohe, schlichte, romanische Rechteckbau war im Westen ursprünglich mit einem ehemals herrschaftlichen, zweigeschoßigen Haus verbunden. Am verputzten Bruchsteinmauerwerk sind noch Spuren einer Ortsteinritzrahmung zu erkennen. Das Bauwerk hat Rundbogenfenster, im Norden ein Rundbogenportal, in der Ostwand Schlitzfenster sowie an der Nordwestecke einen vorkragenden, romanischen Konsolenstein, der möglicherweise ein Rest des früheren Dachgesimses ist. Der Giebelreiter mit Pyramidenhelm an der Westseite wurde 1796 erbaut. | BDA-Hist.: Q38100184 Status: Bescheid Stand der BDA-Liste: 2025-06-30 Name: Ortskapelle hl. Laurenz, ehem. Filialkirche GstNr.: 1                                                                          |
| ja   | Datei hochladen | Hausberg Gaber mit Kapellenruine Gaberkirche HERIS-ID: 20976 Objekt-ID: 17288            | Gaberwald Standort KG: Luden                                          | Die Gaberkirche ist der am besten erhaltene Überrest der verfallenen Burg Gaber. | BDA-Hist.: Q1386969 Status: Bescheid Stand der BDA-Liste: 2025-06-30 Name: Hausberg Gaber mit Kapellenruine Gaberkirche GstNr.: 829 Gaberkirche                                                            |
| ja   | Datei hochladen | Ortskapelle, hl. Veit HERIS-ID: 20975 Objekt-ID: 17287                                   | Luden 15, neben Standort KG: Luden                                    | Die 1853 erneuerte, im Westen des Ortes erhöht gelegene Ortskapelle geht auf einen barocken Bau zurück. Der schlichte, barockisierende, ziegelgedeckte Bau mit Flachbogenfenstern, Halbkreisapsis und Fassadenturm mit Giebelspitzhelm wurde 1979 restauriert. | BDA-Hist.: Q37857424 Status: § 2a Stand der BDA-Liste: 2025-06-30 Name: Ortskapelle, hl. Veit GstNr.: 28                                                                                                   |
| ja   | Datei hochladen | Ortskapelle hl. Maria und Gekreuzigter HERIS-ID: 20977 Objekt-ID: 17289                  | Modsiedl 31, gegenüber Standort KG: Modsiedl                          | Die 1765–1767 erbaute, schlichte Barockkapelle mit kleinen Rundbogenfenstern, eingezogener Halbkreisapsis und vorgestelltem Fassadenturm mit Glockenspitzhelm steht in der Mitte des Dorfangers zwischen Bäumen. Der ziegelgedeckte Bau verfügt über einen Portalgiebelsturz in Putz und eine Figurennische. Die barocke Kreuzigungsgruppe im Innenraum stammt von 1767. | BDA-Hist.: Q37857456 Status: § 2a Stand der BDA-Liste: 2025-06-30 Name: Ortskapelle hl. Maria und Gekreuzigter GstNr.: 45                                                                                  |
| ja   | Datei hochladen | Ehem. Bürgerspitalkapelle HERIS-ID: 5708 Objekt-ID: 1579                                 | Oberndorf bei Raabs 39, neben Standort KG: Oberndorf bei Raabs        | Im Süden von Oberndorf steht die ehemalige Spitalskirche Alle Heiligen. Baubeginn war 1511. Der spätgotische, hohe und glatte Saalbau stand anfangs unter dem Patrozinium des Heiligen Geistes und diente als Versorgungshospital für herrschaftliche Untertanen. Die Kirche wurde 1786 profaniert und nach Restaurierung 1971 neu geweiht. Das Gebäude hat reiche, zweibahnige Maßwerkfenster und einige abgefaste Rechteckfenster. Der Sockel mit Wasserschlaggesims ist durchgehend profiliert. Die schlichte Fassade des Langhauses ist im Osten durch ein profiliertes Schulterbogenportal unter einem kielbogigen Emporenfenster und im Süden durch ein abgefastes Portal mit profiliertem Schulterbogen durchbrochen. An der Nordseite des eingezogenen, dreiseitig geschlossenen Chors befindet sich ein barocker Sakristeianbau. Der sechsseitige Dachreiter am Schopfwalmdach wurde um 1971 errichtet. | BDA-Hist.: Q37847763 Status: Bescheid Stand der BDA-Liste: 2025-06-30 Name: Ehem. Bürgerspitalkapelle GstNr.: 77 Allerheiligenkirche (Raabs an der Thaya)                                                  |
| ja   | Datei hochladen | Burg Raabs HERIS-ID: 5709 Objekt-ID: 1580                                                | Oberndorf bei Raabs 1 Standort KG: Oberndorf bei Raabs                | Die Burg Raabs ist eine langgestreckte Spornburg, die auf das 11. Jahrhundert zurückgeht. | BDA-Hist.: Q365970 Status: Bescheid Stand der BDA-Liste: 2025-06-30 Name: Burg Raabs GstNr.: 5/2, 6/2, 7, 897/2, 897/5 Burg Raabs an der Thaya                                                             |
| ja   | Datei hochladen | Pfarrhof HERIS-ID: 25045 Objekt-ID: 21459                                                | Oberndorf bei Raabs 7 Standort KG: Oberndorf bei Raabs                | Der nordwestlich an den Kirchhof anschließende Pfarrhof ist eine mächtige, zweigeschoßige Vierflügelanlage aus dem späten 16./frühen 17. Jahrhundert, die 1654 und 1718 durch Brände beschädigt wurde. Der Südflügel wird zum größten Teil als Speicher genutzte. Der Ostteil ist ein ehemaliger Schüttkasten. Der Westteil als Tortrakt verfügt über Zierzinnen, ein Segmentbogenportal und Fenstergewände aus der zweiten Hälfte des 16. Jahrhunderts. Im Hof sind an den Ost-, Nord- und Westtrakten gerahmte Kragsturzfenster und im Südosten ehemalige Remisen zu sehen. Das spätbarocke Portal ist durch einen Wandbrunnen mit Speimaske und Vasenaufsätzen verziert. Westlich anschließend liegt der durch eine Mauer umfasste Wirtschaftshof. | BDA-Hist.: Q37889732 Status: § 2a Stand der BDA-Liste: 2025-06-30 Name: Pfarrhof GstNr.: 120/1 Pfarrhof, Oberndorf bei Raabs                                                                               |
| ja   | Datei hochladen | Kath. Pfarrkirche Mariae Himmelfahrt HERIS-ID: 25044 Objekt-ID: 21458                    | Oberndorf bei Raabs 6, neben Standort KG: Oberndorf bei Raabs         | Die Katholische Pfarrkirche Mariae Himmelfahrt liegt westlich oberhalb der Burg, am höchsten Punkt der Siedlung und riegelt zusammen mit dem Kirchhof und dem Pfarrhof den westlichen Zugang ab. Sie ist von der Mauer eines ehemaligen Friedhofs umgeben. Das im Kern romanische, wahrscheinlich auf die zweite Hälfte des 11. Jahrhunderts zurückgehende, vielleicht erst durch die Seitenschiffanbauten des 13. Jahrhunderts basilikale, gotisch gewölbte, dreischiffige Langhaus mit gestaffelten, gotischen Langchören aus der ersten Hälfte des 14. Jahrhunderts ist durch ein Schopfwalmdach gedeckt. Der im Kern gotische, 1705 barock erhöhte Turm mit gotisierenden Schallfenstern und Pyramidenhelm von 1910 erhebt sich über dem Südchor. Die schmucklose Westfassade ist durch einen gotischen Portalblock mit einem vielfach profilierten Trichterportal des 14. Jahrhunderts, ein beschlagenes Holztor des 18. Jahrhunderts und barocke Flachbogenfenster durchbrochen. Die Seitenschiffe, im Kern spätestens aus dem 13. Jahrhundert, ist durch östliche Joche erweitert, die wohl nachträglich gemeinsam mit den durch Sockelprofil und Kaffgesims angebundenen Chören entstanden sind. | BDA-Hist.: Q37889722 Status: § 2a Stand der BDA-Liste: 2025-06-30 Name: Kath. Pfarrkirche Mariae Himmelfahrt GstNr.: 1/1 Pfarrkirche Raabs an der Thaya                                                    |
| ja   | Datei hochladen | Figurenbildstock hl. Leopold HERIS-ID: 5710 Objekt-ID: 1581                              | Oberndorf bei Raabs 77, vor Standort KG: Oberndorf bei Raabs          | Der Figurenbildstock des Heiligen Leopold ist eine Steinfigur im Süden von Oberndorf. Er wurde in der zweiten Hälfte des 18. Jahrhunderts errichtet. | BDA-Hist.: Q37847853 Status: § 2a Stand der BDA-Liste: 2025-06-30 Name: Figurenbildstock hl. Leopold GstNr.: 909/5                                                                                         |
| ja   | Datei hochladen | Bildstock HERIS-ID: 5712 Objekt-ID: 1583 marterl.at: 9445                                | Oberndorf bei Raabs 99, nordwestlich Standort KG: Oberndorf bei Raabs | Die Schwarze Marter, (auch: Spitze Marter oder Brotmarter), westlich von Oberndorf an der Straße nach Pfaffendorf, ist ein mächtiger, spätgotischer, achtseitiger Granittabernakelbildstock mit Blendmaßgiebelchen. Er soll einer Sage nach im Jahr 1301 von einem gewissen Nikolaus Darx zum Andenken an einen Handwerksburschen aufgestellt worden sein, der von einem Bäcker wegen der Entwendung eins Brotlaibs getötet wurde. | BDA-Hist.: Q37847865 Status: § 2a Stand der BDA-Liste: 2025-06-30 Name: Bildstock GstNr.: 900/3 |
| ja   | Datei hochladen | Ehem. Kirchhof HERIS-ID: 5306 Objekt-ID: 1169                                            | Oberndorf bei Raabs 6, bei Standort KG: Oberndorf bei Raabs           | Die Umfassungsmauer des Kirchhofs ist auf südwestlicher Seite durch ein barockes Pfeilerportal und nordwestlich durch ein gequadertes Rundbogenportal mit rechteckigem Nischenaufsatz zwischen gezackten Anschwüngen aus der zweiten Hälfte des 17. Jahrhunderts durchbrochen. Im Nordosten wurde 1762 eine zweigeschoßige Schule eingefügt, die 1862 und 1895 erweitert wurde. Das Kriegerdenkmal am Kirchhof stammt von 1921. | BDA-Hist.: Q37785008 Status: § 2a Stand der BDA-Liste: 2025-06-30 Name: Ehem. Kirchhof GstNr.: 1/1 Former churchyard, Oberndorf bei Raabs                                                                  |
| ja   | Datei hochladen | Gutshof Pommersdorf HERIS-ID: 14960 Objekt-ID: 11198                                     | Pommersdorf 28 Standort KG: Pommersdorf                               | | BDA-Hist.: Q37768146 Status: Bescheid Stand der BDA-Liste: 2025-06-30 Name: Gutshof Pommersdorf GstNr.: 503/1, 505, 506                                                                                    |
| ja   | Datei hochladen | Schloss Primmersdorf samt Nebengebäuden und Schlosspark HERIS-ID: 20983 Objekt-ID: 17295 | Primmersdorf 1, u. a. Standort KG: Primmersdorf                       | Das Schloss Primmersdorf ist eine unregelmäßige, durch Umbauten des frühbarocken Kerns im 18. und 19. Jahrhundert veränderte, ein- bis zweigeschoßige Vierflügelanlage, die von Wirtschaftsgebäuden und einem um 1860 angelegten Park umgeben ist. Der Vorgängerbau wurde 1251 erstmals urkundlich erwähnt; 1567 war er verödet. Das heutige Schloss wurde 1667 neu gebaut. Der vierflügelige, in Winkeln und Achsen leicht verschobene Hauptbau um den annähernd rechteckigen Hof ist durch Ziegelsatteldächer gedeckt. In der Mitte des Westtrakts erhebt sich der ursprünglich dreigeschoßige Torturm mit barocken Fenstersohlbänken und Querovalluken, dessen oberstes Stockwerk in seiner heutigen Form mit romanisierendem Bruchsteinmauerwerk 1929 unter einem Zeltdach errichtet wurde. Die Mitte des Hofes wird von einem Brunnen mit wasserspeiendem Schwan aus der ersten Hälfte des 19. Jahrhunderts eingenommen. Die Kapelle des Südtraktes stammt von 1724. Verschiedene Wirtschaftsbauten sind dem Schloss westlich und nördlich vorgelagert. Südwestlich befindet sich ein dreigeschoßiger, barocker Schüttkasten. Im Schlosspark sind Steinvasen im Stil von Johann Fischer von Erlach erhalten. siehe auch: Schüttkasten Primmersdorf | BDA-Hist.: Q37857495 Status: Bescheid Stand der BDA-Liste: 2025-06-30 Name: Schloss Primmersdorf samt Nebengebäuden und Schlosspark GstNr.: 6/3, 6/1, 7/2, 34, 6/4, 6/6, 11, 6/7, 7/1 Schloss Primmersdorf |
| ja   | Datei hochladen | Mariensäule HERIS-ID: 20988 Objekt-ID: 17302 marterl.at: 9496                            | gegenüber Hauptplatz 5 Standort KG: Raabs an der Thaya                | Die Maria-Immaculata-Säule am Hauptplatz wurde um 1710/20 errichtet. | BDA-Hist.: Q37857553 Status: § 2a Stand der BDA-Liste: 2025-06-30 Name: Mariensäule GstNr.: 1032/1 Mariensäule (Raabs an der Thaya)                                                                        |
| ja   | Datei hochladen | Mittelalterlicher Wehrturm HERIS-ID: 20985 Objekt-ID: 17299                              | Hauptplatz 11 Standort KG: Raabs an der Thaya                         | Der Rundturm aus der Mitte des 14. Jahrhunderts, dessen kegelförmige Dachkonstruktion noch originalgetreu erhalten ist, diente ursprünglich als südöstlicher Eckturm der Stadtmauer. | BDA-Hist.: Q37857533 Status: Bescheid Stand der BDA-Liste: 2025-06-30 Name: Mittelalterlicher Wehrturm GstNr.: 153/1                                                                                       |
| ja   | Datei hochladen | Alter Meierhof HERIS-ID: 110642 Objekt-ID: 128356                                        | Schlossstraße 6 Standort KG: Raabs an der Thaya                       | Der ehemalige Meierhof liegt nordöstlich der Burg zwischen dem Burgfelsen und der Thaya und war wohl ursprünglich befestigt. | BDA-Hist.: Q37819996 Status: Bescheid Stand der BDA-Liste: 2025-06-30 Name: Alter Meierhof GstNr.: 187/1 Alter Meierhof, Raabs an der Thaya                                                                |
| ja   | Datei hochladen | Wohnhaus HERIS-ID: 25037 Objekt-ID: 21451                                                | Schlossstraße 23 Standort KG: Raabs an der Thaya                      | Das Wohnhaus mit barockem Kern wurde 1886 zum Teil späthistoristisch umgebaut und hat als Besonderheiten ein spätbarockes Medaillon Maria Immaculata sowie eine anschließende Giebelzinnenmauer eines ehemals herrschaftlichen Schüttkastens vorzuweisen. | BDA-Hist.: Q37889675 Status: Bescheid Stand der BDA-Liste: 2025-06-30 Name: Wohnhaus GstNr.: 4 Wohnhaus Schlossstraße 33, Raabs an der Thaya                                                               |
| ja   | Datei hochladen | Stadtmauer HERIS-ID: 20984 Objekt-ID: 17298                                              | Schulstraße 8 Standort KG: Raabs an der Thaya                         | Zwischen Schulstraße 8 und 10 sind Reste der mittelalterlichen Stadtbefestigung erhalten. | BDA-Hist.: Q37857514 Status: Bescheid Stand der BDA-Liste: 2025-06-30 Name: Stadtmauer GstNr.: 100/1, 102 City wall of Raabs an der Thaya                                                                  |
| ja   | Datei hochladen | Pranger HERIS-ID: 25038 Objekt-ID: 21452 marterl.at: 9497                                | Hauptplatz 9, gegenüber Standort KG: Raabs an der Thaya               | Der ehemalige Pranger mit Rolandsfigur befindet sich an der Hauptstraße und stammt aus dem 17. Jahrhundert. | BDA-Hist.: Q37889692 Status: § 2a Stand der BDA-Liste: 2025-06-30 Name: Pranger GstNr.: 1032/1 |
| ja   | Datei hochladen | Figurenbildstock hl. Johannes Nepomuk HERIS-ID: 25040 Objekt-ID: 21454 marterl.at: 9499  | Hauptplatz 18, gegenüber Standort KG: Raabs an der Thaya              | Die Steinstatue des knienden Johannes Nepomuk mit Putto steht an der Thayabrücke und stammt aus der zweiten Hälfte des 18. Jahrhunderts. | BDA-Hist.: Q37889712 Status: § 2a Stand der BDA-Liste: 2025-06-30 Name: Figurenbildstock hl. Johannes Nepomuk GstNr.: 1032/5 Johann Nepomuk, Thayabrücke, Raabs an der Thaya                               |
| ja   | Datei hochladen | Straßenstück der Landesstraße 8065 HERIS-ID: 25039 Objekt-ID: 21453                      | Standort KG: Raabs an der Thaya                                       | Die geschützten Teile der Landesstraße 8065 erstrecken sich über die Katastralgemeinden Alberndorf (siehe dort), Raabs an der Thaya und Speisendorf. | BDA-Hist.: Q37889703 Status: Bescheid Stand der BDA-Liste: 2025-06-30 Name: Straßenstück der Landesstraße 8065 GstNr.: 1035/1 Landesstraße L8065                                                           |
| ja   | Datei hochladen | Ehem. Galgen HERIS-ID: 88593 Objekt-ID: 103168 marterl.at: 9484                          | Othmar-Knapp-Straße 26, östlich Standort KG: Raabs an der Thaya       | Der ehemalige Galgen befindet sich am Galgenberg im Osten von Raabs. Er besteht aus zwei hohen, zueinander parallelen, sich nach unten verbreiternden Mauern aus Stein und Mörtel, die ursprünglich wahrscheinlich durch eine niedrigere Mauer verbunden waren. An den Mauern sind noch die Vertiefungen zu erkennen, an denen das Blutgerüst angebracht war. Die letzte Hinrichtung fand 1818 statt. | BDA-Hist.: Q37726656 Status: Bescheid Stand der BDA-Liste: 2025-06-30 Name: Ehem. Galgen GstNr.: 713 Former gallow, Raabs an der Thaya                                                                     |
| ja   | Datei hochladen | Stadtmauer HERIS-ID: 62133 Objekt-ID: 74656                                              | Standort KG: Raabs an der Thaya                                       | Von der mittelalterlichen Stadtbefestigung, die ursprünglich im Rechteck den ehemaligen Markt umschloss, sind erhaltene und weitgehend unverbaute Abschnitte an der Westecke und der nordöstlichen Linie erhalten geblieben. An der südwestlichen Linie diente der Fluss Thaya zum Teil die Mauern ersetzend als natürliches Hindernis. Zu den erhaltenen Resten zählen Bruchsteinzinnenmauern mit Schießscharten. An der Nordwestecke und an der Thayabrücke gibt es noch rückseitig offene Halbkreistürme mit Zinnen sowie an der Südostecke einen Rundturm mit Kegeldach. Das ehemalige westliche Spitzertor wurde 1855 abgerissen; das östliche Uhrtor 1895. | BDA-Hist.: Q38098852 Status: Bescheid Stand der BDA-Liste: 2025-06-30 Name: Stadtmauer GstNr.: 167, 114, 104/3, 99/2, 95, 1032/5, 178/1, 175/1, 130 City wall of Raabs an der Thaya                        |
| ja   | Datei hochladen | Ortskapelle hll. Johannes und Paulus HERIS-ID: 21875 Objekt-ID: 18200                    | Schaditz 18, gegenüber Standort KG: Schaditz                          | Die Ortskapelle von Schaditz ist den Heiligen Johannes und Paulus geweiht. Der schlichte, faschengegliederte, ziegelgedeckte, innen flach gedeckte Bau mit Halbkreisapsis und vorgestelltem Fassadenturm unter abgesetztem Pyramidendach, Rundbogenfenstern und Grabplatten vor dem Eingang steht in der Mitte des Dorfangers und wurde im späten 18./frühen 19. Jahrhundert errichtet. | BDA-Hist.: Q37865572 Status: § 2a Stand der BDA-Liste: 2025-06-30 Name: Ortskapelle hll. Johannes und Paulus GstNr.: 1 Ortskapelle (Schaditz)                                                              |
| ja   | Datei hochladen | Bildstock HERIS-ID: 21876 Objekt-ID: 18201                                               | Standort KG: Schaditz                                                 | Das mit 1910 bezeichnete Steinhochkreuz erhebt sich am östlichen Ortsausgang. | BDA-Hist.: Q37865583 Status: § 2a Stand der BDA-Liste: 2025-06-30 Name: Bildstock GstNr.: 414 |
| ja   | Datei hochladen | Kath. Pfarrkirche hl. Nikolaus HERIS-ID: 21877 Objekt-ID: 18202                          | Speisendorf 60, neben Standort KG: Speisendorf                        | Die Pfarrkirche von Speisendorf ist dem Heiligen Nikolaus geweiht. Die im Kern romanische, barockisierte Saalkirche mit gotischem Chor und Südturm liegt im Nordwesten des Ortes etwas erhöht in den Anger geschoben und war ursprünglich von einem Friedhof umgeben. Eine Pfarrei ist seit dem 13. Jahrhundert belegt; eine Kirchweihe wurde 1335 urkundlich erwähnt. Am schlichten Langhaus ist südseitig ein vermauertes Rundbogenportal vom romanischen Kern erhalten. Auf den gotischen Umbau im 14./15. Jahrhundert gehen die beiden nordseitig gelegenen abgetreppten Strebpfeiler der Ostjoche zurück. Die Fassade ist von barocken Rundbogenfenstern und an drei Seiten von barocken Flachbogenportalen aus der ersten Hälfte des 18. Jahrhunderts durchbrochen. In der schmucklosen, barocken Westfassade mit abgerundeten Ecken sind Ovalfenster und eine Figurennische eingearbeitet. Der eingezogene, gotische Chor liegt erhöht zwischen dem Turm und der Sakristei. Der durch eine gotisierende Nischenfigur bekrönte und durch ein barockes Dach überbaute Abgang im Scheitel wurde 1719 gebaut und führt zu einem gruftartigen, tonnengewölbten Brunnenraum, der ursprünglich eine Wallfahrtsfunktion innehatte. Der schlichte Südturm hat rundbogige Schallfenster und einen Pyramidenhelm von 1860. An der Nordseite liegt der barocke Sakristeianbau. Unter dem Hochaltar befindet sich eine Quelle, die mit einem aufgemauerten Schöpfbrunnen aufgefangen wird. Seit 1718 besteht eine Stiege in das Gewölbe, wo man den Brunnen sehen kann. | BDA-Hist.: Q37865592 Status: § 2a Stand der BDA-Liste: 2025-06-30 Name: Kath. Pfarrkirche hl. Nikolaus GstNr.: 1 Pfarrkirche Speisendorf                                                                   |
| ja   | Datei hochladen | Straßenstück der Landesstraße 8065 HERIS-ID: 26135 Objekt-ID: 22597                      | Standort KG: Speisendorf                                              | Die geschützten Teile der Landesstraße 8065 erstrecken sich über die Katastralgemeinden Alberndorf (siehe dort), Raabs an der Thaya und Speisendorf. | BDA-Hist.: Q37899630 Status: Bescheid Stand der BDA-Liste: 2025-06-30 Name: Straßenstück der Landesstraße 8065 GstNr.: 550 Landesstraße L8065                                                              |
| ja   | Datei hochladen | Hadermühle HERIS-ID: 109598 Objekt-ID: 127230                                            | Süssenbach 20 Standort KG: Süssenbach                                 | | BDA-Hist.: Q37815314 Status: Bescheid Stand der BDA-Liste: 2025-06-30 Name: Hadermühle GstNr.: 375, 377/2, 1064, 842                                                                                       |
| ja   | Datei hochladen | Glockenturm HERIS-ID: 21881 Objekt-ID: 18206                                             | Unterpertholz 35, bei Standort KG: Unterpertholz                      | Der zweigeschoßige Glockenturm von 1878 mit Giebelspitzhelm und Putzfaschen hat rundbogige Schallfenster, Blendnischen und ein in den Turm eingefügtes Steinhochkreuz, das mit 1842 bezeichnet ist. | BDA-Hist.: Q37865597 Status: § 2a Stand der BDA-Liste: 2025-06-30 Name: Glockenturm GstNr.: 1124/1 |
| ja   | Datei hochladen | Ortskapelle Hl. Dreifaltigkeit HERIS-ID: 21882 Objekt-ID: 18207                          | Unterpfaffendorf 13, neben Standort KG: Unterpfaffendorf              | Die Ortskapelle zur Heiligen Dreifaltigkeit ist ein schlichter Bau von 1893 mit Rundbogenfenstern, Halbkreisapsis und vorgestelltem Fassadenturm mit Pyramidenhelm. Sie verfügt innen über Ziegelbogen, Flachdecke, barockes Gestühl und eine Apsisausmalung von 1979. | BDA-Hist.: Q37865619 Status: § 2a Stand der BDA-Liste: 2025-06-30 Name: Ortskapelle Hl. Dreifaltigkeit GstNr.: 477/2                                                                                       |
| ja   | Datei hochladen | Figurenbildstock hl. Johannes Nepomuk HERIS-ID: 21883 Objekt-ID: 18208 marterl.at: 9536  | Unterpfaffendorf 12, in der Nähe Standort KG: Unterpfaffendorf        | Die Nepomuk-Statue in Unterpfaffendorf stammt aus dem 18. Jahrhundert. | BDA-Hist.: Q37865631 Status: § 2a Stand der BDA-Liste: 2025-06-30 Name: Figurenbildstock hl. Johannes Nepomuk GstNr.: 477/7                                                                                |
| ja   | Datei hochladen | Burgruine Eibenstein HERIS-ID: 11694 Objekt-ID: 7803                                     | Unterpfaffendorf 26, westlich Standort KG: Unterpfaffendorf           | Die ehemalige Spornburg ist im Kern romanisch und wurde durch eine gotische Erweiterung um zwei Höfe ausgebaut. Sie wurde um 1194 urkundlich erwähnt. | BDA-Hist.: Q1015276 Status: Bescheid Stand der BDA-Liste: 2025-06-30 Name: Burgruine Eibenstein GstNr.: 375 Burgruine Eibenstein                                                                           |
| ja   | Datei hochladen | Kath. Pfarrkirche hl. Stephan HERIS-ID: 21885 Objekt-ID: 18210                           | Weikertschlag an der Thaya 1, neben Standort KG: Weikertschlag        | Die Pfarrkirche von Weikertschlag ist ein im Kern romanischer, barockisierter, basilikaler Bau mit barockem Westturm. Sie ist dem heiligen Stephan geweiht. Die Kirche erhebt sich auf einer Geländestufe im Nordosten über dem Ort und liegt gegenüber der ehemaligen Burg auf der anderen Seite des Thayatals. Sie wurde in der Mitte des 12. Jahrhunderts urkundlich erwähnt und nach Bränden 1659 und 1755 erneuert. Der barocke Westturm stammt aus dem dritten Viertel des 18. Jahrhunderts und verfügt über Ortsteinrahmungen über dem gebänderten Erdgeschoß, im Schallgeschoß Pilastergliederung und Rundbogenöffnungen sowie einen Zwiebelhelm. Das schlichte, breitgelagerte Langhaus mit Strebepfeilern hat ein vermauertes, romanisches Hochschifffenster, südseitig ein romanisches Rundbogenportal mit Wulstprofil und in der Vorhalle ein Kreuzgratgewölbe. Auf der Westseite werden zwei Ovalfenster vom Turm überschnitten. Die Seitensschiffapsiden sind rechteckig ummantelt. Im Mittelschiff der dreischiffigen und fünfjochigen Basilika befindet sich anstatt der ursprünglichen Flachdecke eine wohl auf den Umbau nach 1755 zurückgehende Stichkappentonne. | BDA-Hist.: Q37865660 Status: § 2a Stand der BDA-Liste: 2025-06-30 Name: Kath. Pfarrkirche hl. Stephan GstNr.: 1/1 Pfarrkirche Weikertschlag                                                                |
| ja   | Datei hochladen | Pfarrhof HERIS-ID: 21886 Objekt-ID: 18211                                                | Weikertschlag an der Thaya 1 Standort KG: Weikertschlag               | Der an die Kirche und den Friedhof anschließende Pfarrhof ist ein mächtiger, zweigeschoßiger Bau mit Walmdach, der nach einem Brand 1755 erneuert wurde. Das Hoftor im Wirtschaftstrakt wird von drei Rundgiebelaufsätzen bekrönt. Die dem Pfarrhof angeschlossene Schule wurde nach einem Brand 1849 eingeschoßig erbaut und 1881 aufgestockt und historistisch fassadiert. | BDA-Hist.: Q37865673 Status: § 2a Stand der BDA-Liste: 2025-06-30 Name: Pfarrhof GstNr.: 1/1 |
| ja   | Datei hochladen | Rathaus HERIS-ID: 21888 Objekt-ID: 18213                                                 | Weikertschlag an der Thaya 1a (Rathaus) Standort KG: Weikertschlag    | Das 1932 von Emmerich Siegris an Stelle eines von 1672 bezeugten Wartturms erbaute, romanisierende Rathaus mit geschwungenen Staffelgiebeln, eingefügtem Turm und Arkadenaufgang steht beherrschend in der Platzmitte. | BDA-Hist.: Q2132494 Status: § 2a Stand der BDA-Liste: 2025-06-30 Name: Rathaus GstNr.: 73 |
| ja   | Datei hochladen | Bildstock HERIS-ID: 21891 Objekt-ID: 18216 marterl.at: 9543                              | Weikertschlag an der Thaya 7, gegenüber Standort KG: Weikertschlag    | Unweit der Pfarrkirche steht ein hoher, achtseitiger Granittabernakelpfeiler im Typus 16. / 17. Jahrhundert. | BDA-Hist.: Q37865694 Status: § 2a Stand der BDA-Liste: 2025-06-30 Name: Bildstock GstNr.: 666/1 |
| ja   | Datei hochladen | Klafferkapelle HERIS-ID: 21893 Objekt-ID: 18218 marterl.at: 9546                         | Weikertschlag an der Thaya 131, gegenüber Standort KG: Weikertschlag  | Die Klafferkapelle am Südende des Ortes ist ein faschengegliederter, innen platzlgewölbter Bau von 1835 mit einem geschwungenen Giebel unter Schmiedeeisenkreuz mit volkskundlichen Andachtsobjekten im Inneren. Sie erhebt sich über der Klafferquelle an einer Geländestufe nahe der Thaya. | BDA-Hist.: Q37865717 Status: § 2a Stand der BDA-Liste: 2025-06-30 Name: Klafferkapelle GstNr.: 666/2 |
| ja   | Datei hochladen | Pranger HERIS-ID: 21894 Objekt-ID: 18219 marterl.at: 9545                                | Weikertschlag an der Thaya 36, gegenüber Standort KG: Weikertschlag   | Der mit 1735 bezeichneter Granitpfeiler mit Rolandsfigur steht in der Platzmitte. | BDA-Hist.: Q37865728 Status: § 2a Stand der BDA-Liste: 2025-06-30 Name: Pranger GstNr.: 666/2 |
| ja   | Datei hochladen | Burgruine Weikertschlag HERIS-ID: 21897 Objekt-ID: 18222                                 | Weikertschlag an der Thaya 77, nördlich Standort KG: Weikertschlag    | Die Burgruine liegt auf der Anhöhe westlich des Marktes jenseits der Mährischen Thaya. Die im 12. Jahrhundert durch den Ministerialen Heinrich von Zöbing erbaute Burg wurde später durch Ulrich von Rosenberg eingenommen und 1399 bei der Rückeroberung zerstört. 1633 ist sie als öder Burgstall belegt. Die ehemalige Burgkapelle war dem Heiligen Pankraz geweiht, wurde aber 1784 aufgehoben. Von der Gesamtanlage ist eine von Wällen umschlossene, turmartige Ruine aus Bruchsteinmauerwerk mit nordseitigen Rundbogenfenstern erhalten. | BDA-Hist.: Q1014508 Status: § 2a Stand der BDA-Liste: 2025-06-30 Name: Burgruine Weikertschlag GstNr.: 117/1 Burg Weikertschlag                                                                            |
| ja   | Datei hochladen | Schüttkasten und Stallgebäude HERIS-ID: 21899 Objekt-ID: 18224                           | Wetzles 1 Standort KG: Wetzles                                        | Der barocke, dreigeschoßige Schüttkasten im Nordosten des Ortes mit Breitfenstern, Ortsteinquaderung, abgesetzten Volutengiebeln mit Ovalluken und Zapfenaufsätzen sowie einer Figurennische an der Nordseite stammt aus dem 18. Jahrhundert. | BDA-Hist.: Q37865746 Status: Bescheid Stand der BDA-Liste: 2025-06-30 Name: Schüttkasten und Stallgebäude GstNr.: 41                                                                                       |
| ja   | Datei hochladen | Figurenbildstock hl. Florian HERIS-ID: 21903 Objekt-ID: 18228 marterl.at: 9556           | Zabernreith 12, vor Standort KG: Zabernreith                          | Der Figurenbildstock des hl. Florian wurde Ende des 18./Anfang des 19. Jahrhunderts im Ort errichtet. | BDA-Hist.: Q37865783 Status: § 2a Stand der BDA-Liste: 2025-06-30 Name: Figurenbildstock hl. Florian GstNr.: 704/6                                                                                         |
| ja   | Datei hochladen | Kath. Pfarrkirche hl. Nikolaus HERIS-ID: 21906 Objekt-ID: 18231                          | neben Niklasberg 1 Standort KG: Ziernreith                            | Die im Kern zum Teil romanische und gotische, barocke Saalkirche mit Westturm inmitten des ummauerten Friedhofs ist dem Heiligen Nikolaus geweiht. Sie wurde 1188 erstmals urkundlich erwähnt. Vor der schmucklosen Außenfassade steht ein dreigeschoßiger, quadratischer Turm von 1855 mit rundbogigen Schallfenstern, nachbarocker Putzgliederung und Zwiebelhelm. Das barocke Langhaus von 1757 und das eingezogene, im Kern gotische Chorjoch sind durch barocke Rundbogenfenster durchbrochen. Im Süden liegt ein übergiebelter Portalvorbau und am Chor nordseitig ein Sakristeianbau. Die eingezogene und niedrige, romanische Halbkreisapsis ist mit romanischen Rundbogenfenstern ausgestattet. | BDA-Hist.: Q37865794 Status: § 2a Stand der BDA-Liste: 2025-06-30 Name: Kath. Pfarrkirche hl. Nikolaus GstNr.: 404 Pfarrkirche Niklasberg                                                                  |
| ja   | Datei hochladen | Ehem. Pfarrhof HERIS-ID: 21907 Objekt-ID: 18232                                          | Niklasberg 1 Standort KG: Ziernreith                                  | Der ehemalige Pfarrhof südwestlich der Kirche ist ein 1892–1894 errichteter, zweigeschoßiger Bau mit hakenförmigem Grundriss, Band- und Pilastergliederung im Putz, hofseitig rasterartigem, geschwungenem Südgiebel und Satteldach. Die Hofmauer wird von einem mittleren Korbbogentor, mit einem am geschwungenen Abschluss stuckierten, barocken Monogramm (?), durchbrochen. Eine Holztür weist ein Sonnenmotiv auf. Zum Hof gehören auch Wirtschaftstrakte. | BDA-Hist.: Q37865816 Status: Bescheid Stand der BDA-Liste: 2025-06-30 Name: Ehem. Pfarrhof GstNr.: 405 |